# Бузина
Бузина́ (лат. Sambucus) — род цветковых растений семейства Калиновые (Viburnaceae). Ранее его включали в более крупное семейство Жимолостные (Caprifoliaceae) или выделяли в самостоятельное семейство Бузиновые, либо Адоксовые (Adoxaceae), которые по современной классификации являются устаревшими синонимичными названиями семейства Калиновые. Род включает около 50 видов — 23 в статусе подтверждённых и 27 ожидающих уточнения таксономического положения.
Ареал рода охватывает значительную часть Северного полушария (в основном зоны с умеренным и субтропическим климатом), а также Австралию.
Некоторые виды используются как лекарственные растения; бузина (особенно красная и чёрная) в пчеловодстве используется как источник пыльцы и нектара, а также как средство для борьбы с мышами. Некоторые виды культивируют как декоративные растения.

## Биологическое описание
Большинство представителей рода — кустарники или небольшие деревья, гораздо реже — многолетние травы (например, бузина травянистая).
Тычинок пять (например, у бузины красной), у некоторых видов — три. Плод — ягодовидная костянка.

## Классификация

### Таксономия
Sambucus L., 1753, Sp. Pl.: 269
Род Бузина относится к семейству Калиновые (Viburnaceae) порядка Ворсянкоцветные (Dipsacales). Кладограмма в соответствии с Системой APG IV по состоянию на декабрь 2023 года:
|  |                                      |  |                                   |                                   |                     |  | ещё 1 семейство |            |            |                                                            |
|  |                                      |  |                                   |                                   |                     |  |                 |            |            | 23 подтвержденных вида и 27 видов, ожидающих подтверждения |
|  |                                      |  |                                   | порядок Ворсянкоцветные           |                     |  |                 |            | род Бузина |                                                            |
|  |                                      |  |                                   | порядок Ворсянкоцветные           |                     |  |                 |            | род Бузина |                                                            |
|  | отдел Цветковые, или Покрытосеменные |  |                                   |                                   | семейство Калиновые |  |                 |            |            |                                                            |
|  | отдел Цветковые, или Покрытосеменные |  |                                   |                                   |                     |  |                 |            |            |                                                            |
|  |                                      |  | ещё 63 порядка цветковых растений | ещё 63 порядка цветковых растений |                     |  |                 | еще 2 рода | еще 2 рода |                                                            |
|  |                                      |  |                                   | ещё 63 порядка цветковых растений |                     |  |                 |            | еще 2 рода |                                                            |

## Виды
- Sambucus × strumpfii Gutte
- Sambucus adnata Wall. ex DC.
- Sambucus africana Standl.
- Sambucus australasica (Lindl.) Fritsch
- Sambucus australis Cham. & Schltdl. — Бузина южная
- Sambucus canadensis L. — Бузина канадская — восточная часть Северной Америки[9]
- Sambucus cerulea Raf. [syn.  Sambucus mexicana auct. — Бузина мексиканская][9]
- Sambucus ebulus L. — Бузина травянистая, или Бузник — Украина, Белоруссия, Кавказ, южная часть европейской части России, Средняя Азия (горы Копетдага)[9][3]
- Sambucus gaudichaudiana DC.
- Sambucus javanica Reinw. ex Blume — Бузина яванская
- Sambucus kamtschatica E.L.Wolf
- Sambucus lanceolata R.Br.
- Sambucus mexicana C.Presl ex DC.
- Sambucus nigra L. typus — Бузина чёрная — Западная Европа, Крым, Кавказ, Северная Америка, Малая Азия
- Sambucus palmensis Link
- Sambucus pendula Nakai
- Sambucus peruviana Kunth
- Sambucus racemosa L. — Бузина красная, или Бузина обыкновенная, или Бузина кистистая, или Бузина кистевидная — распространена повсеместно, в том числе как натурализовавшееся растение
- Sambucus sibirica Nakai
- Sambucus sieboldiana (Miq.) Graebn.
- Sambucus tigranii Troitsky
- Sambucus wightiana Wall. ex Wight & Arn.
- Sambucus williamsii Hance — Бузина Вильямса [syn.  Sambucus manshurica Kitag. — Бузина манчжурская][9] — Северный Китай

| |  |  |
| Соцветия трёх наиболее известных видов рода Бузина. Слева направо: Sambucus ebulus, Sambucus racemosa, Sambucus nigra |  |  |

## Бузиновый шарик
Бузиновый шарик (шарик, выпиленный из сердцевины ствола бузины) широко используется в демонстрационных опытах по электростатике, так как он очень лёгкий: клетки сердцевины бузины мертвы, пусты и сухи. Поэтому относительно небольшого электрического заряда на шарике достаточно для того, чтобы показывать электрическое притяжение или отталкивание.